# Diablo (Comic)
Mittlerweile erschienen zwei Comic Reihen aus dem Diablo Universum. Diablo – Tales of Sanctuary und Diablo – Sword of Justice.

## Diablo – Tales of Sanctuary
Diablo – Tales of Sanctuary ist ein Comic von Dark Horse Comics, welches sich aus drei Comic-Kurzgeschichten zusammensetzt. Es basiert auf ein Computer-Rollenspiel. Diablo 2. Die Spielercharaktere schlüpfen in den verschiedenen Geschichten in Heldenrollen.

### Wut (Rage)
Die Geschichte Wut handelt vom Druiden Azgar. Er lebt alleine und zurückgezogen in einer Höhle. Der Grund dafür ist die Blindheit seines jüngeren Bruders, die er ihm während seiner Bär-Verwandlungsform zu gefügt hatte. Damit dies nicht wieder eintritt, hält sich Azgar fern vom Dorf und verteidigt dieses von außerhalb.
Die Handlung beginnt damit, dass ein Junge Azgar aufsucht, ihn um Hilfe bittet für das Dorf gegen einen Großangriff der Dämonen. Nachdem er dem Jungen seine dramatische Vorgeschichte erzählt hat, tritt Azgar gegen die Dämonen an. Am Ende der Schlacht wird Azgar getötet, dabei schließt er Frieden mit einem Bruder.

### Die Hand von Naz (The Hand of Naz)
In der Geschichte geht es um Renit, einen Barbaren, der bei einer Schlacht von seinesgleichen gegen die Dämonen als einziger Überlebender hervorgeht und um Cairo, eine Schülerin der Totenbeschwörung, deren Meister und Kameraden auch den Dämonen zum Opfer fielen. Seitdem ist sie auf der Suche nach einem alten Artefakt, der Hand von Naz. Die Hand von Naz ist ein Schutzhandschuh, der es dem Träger erlaubt, eine Geisterarmee heraufzubeschwören, die seinen Befehlen gehorcht.
Bei ihrer ersten Begegnung rettet Renit Cairo vor Giftspinnen, als er selber auf der Flucht vor den Dämonen ist. Nach ihrer Erklärung tun sie sich zusammen und entdecken später die Hand in einem alten Sarg am Skelett eines Königs. Renit nimmt den Handschuh, woraufhin eine untote Armee erweckt wird. Anstatt Cairo zu helfen, lässt er diese im Stich vor den Untoten und flieht. Bald darauf begegnet er mit seiner beschworenen Armee den Dämonen. Während die Schlacht tobt, taucht unter den Geistern der verstorbene König auf und tötet Renit. Nach dem Kampf wird Renit von Cairo wiederbelebt. Sie erklärt ihm, dass sie eigentlich eine Meisterin ist und von alldem gewusst habe. Daraufhin zerstört sie das Juwel von Naz, das sich auf der Außenseite des Handschuhs befindet, um das Wissen über diese Armee zu erlangen.

### Die Braut des Hasses (Hatred’s Bride)
Die letzte Geschichte befasst sich mit Hale, einem Paladin der Zakarum, dessen Bestimmung es war die Unschuldigen zu helfen und das Böse zu verjagen. Hale rette Bay, ein Bauernmädchen, dessen Familie beim Angriff von den Dämonen getötet wurde. Er nimmt sie mit und bringt sie bei den Zakarum im Kloster unter. Die Mönche nehmen das Mädchen in ihre Obhut. Während der Nacht wecken diverse Alpträume Hale auf, woraufhin er beschließt das Kloster zu erkunden. Er entdeckt im Keller die Mönche, die Bay an ihren Meister Mephisto opfern wollten. Hale versucht das Kind zu befreien, allerdings kann der Mönch, der das Mädchen in seiner Gewalt hat, durch ein Portal fliehen. Daraufhin tötet Hale die restlichen Mönche und brennt das Kloster nieder.

## Spielbezug
Wut spielt zwischen Akt 3 und Akt 5 der Spielgeschichte, als Baal, Diablos jüngerer Bruder, von der Stadt Kurast über Scosglen, die Heimat der Druiden, zum Berg Arreat mit seiner Armee zog. Die Hand von Naz spielt vor dem fünften Akt, als Baal die Barbarenstämme erreicht, die am Fuße des Berges lebten. Die Braut des Hasses handelt vom ersten Akt, da die Dämonen der Geschichte Böcke in Menschengestalt waren und Mephisto (Herr des Hasses) noch existierte.

## Diablo – Sword of Justice
Diablo – Sword of Justice ist eine Comic-Reihe von DC Comics und besteht aus 5 Teilen.
Jacob, der Antagonist, hat Visionen über eine Prophezeiung von Tyraels Schwert, welche ihn schlussendlich zu dem Erzengel selbst führen.

## Spielbezug
Die Comics spielen 20 Jahre nach LOD und schlagen eine Brücke zwischen D2 und D3.
Sie zeigen auf, was in den 20 Jahren in Sanktuario passierte.